# 31. Szaturnusz-gála
A 31. Szaturnusz-gála a 2004-es év legjobb filmes és televíziós sci-fi, horror és fantasy alakításait értékelte. A díjátadót 2005. május 3-án tartották a kaliforniai Universal City Hilton Hotelben. A jelöltek névsorát 2004. február 17-én hozták nyilvánosságra.

## Győztesek és jelöltek
Forrás:

### Film
| Legjobb sci-fi-film | Legjobb fantasyfilm |
| --- | --- |
| - Egy makulátlan elme örök ragyogása - Pillangó-hatás - Holnapután - Felejtés - Én, a robot - Sky kapitány és a holnap világa | - Pókember 2. - Születés - Harry Potter és az azkabani fogoly - Pokolfajzat - Lemony Snicket: A balszerencse áradása - A repülő tőrök klánja |
| Legjobb horrorfilm | Legjobb akciófilm, kalandfilm vagy filmthriller |
| - Haláli hullák hajnala - Penge – Szentháromság - Holtak hajnala - Átok - Nyílt tengeren - Fűrész - Van Helsing | - Kill Bill 2. - Aviátor - A Bourne-csapda - Collateral – A halál záloga - A mandzsúriai jelölt - A nemzet aranya - Az operaház fantomja |
| Legjobb animációs film | Legjobb férfi főszereplő |
| - A Hihetetlen család - Polar Expressz - Cápamese - Shrek 2. | - Tobey Maguire – Pókember 2. (Peter Parker/Pókember) - Christian Bale – A gépész (Trevor Reznik) - Jim Carrey – Egy makulátlan elme örök ragyogása (Joel Barish) - Tom Cruise – Collateral – A halál záloga (Vincent) - Matt Damon – A Bourne-csapda (Jason Bourne) - Johnny Depp – Én, Pán Péter (J.M. Barrie) |
| Legjobb női főszereplő | Legjobb férfi mellékszereplő |
| - Blanchard Ryan – Nyílt tengeren (Susan Watkins) - Nicole Kidman – Születés (Anna) - Julianne Moore – Felejtés (Telly Paretta) - Uma Thurman – Kill Bill 2. (A menyasszony/Beatrix Kiddo) - Kate Winslet – Egy makulátlan elme örök ragyogása (Clementine Kruczinsky) - Csang Ce-ji – A repülő tőrök klánja (Mei)                         | - David Carradine – Kill Bill 2. (Bill) - Alfred Molina – Pókember 2. (Otto Octavius/Doctor Octopus) - Gary Oldman – Harry Potter és az azkabani fogoly (Sirius Black) - Giovanni Ribisi – Sky kapitány és a holnap világa (Dex) - Liev Schreiber – A mandzsúriai jelölt (Raymond Prentiss Shaw) - John Turturro – A titkos ablak (John Shooter) |
| Legjobb női mellékszereplő | Legjobb fiatal színész |
| - Daryl Hannah – Kill Bill 2. (Elle Driver) - Kim Basinger – Mobil (Jessica Martin) - Irma P. Hall – Betörő az albérlőm (Marva Munson) - Angelina Jolie – Sky kapitány és a holnap világa (Fransesca "Franky" Cook) - Diane Kruger – A nemzet aranya (Abigail Chase) - Meryl Streep – A mandzsúriai jelölt (Eleanor Prentiss Shaw)         | - Emmy Rossum – Az operaház fantomja (Christine Daaé) - Cameron Bright – Születés (Sean) - Perla Haney-Jardine – Kill Bill 2. (B.B.) - Freddie Highmore – Én, Pán Péter (Peter Llewelyn Davies) - Jonathan Jackson – A golyó (Alan Parker) - Daniel Radcliffe – Harry Potter és az azkabani fogoly (Harry Potter) |
| Legjobb rendező | Legjobb forgatókönyv |
| - Sam Raimi – Pókember 2. - Alfonso Cuarón – Harry Potter és az azkabani fogoly - Michel Gondry – Egy makulátlan elme örök ragyogása - Michael Mann – Collateral – A halál záloga - Quentin Tarantino – Kill Bill 2. - Csang Ji-mou – A repülő tőrök klánja                                                                                | - Alvin Sargent – Pókember 2. - Stuart Beattie – Collateral – A halál záloga - Brad Bird – A Hihetetlen család - Charlie Kaufman – Egy makulátlan elme örök ragyogása - Steve Kloves – Harry Potter és az azkabani fogoly - Quentin Tarantino – Kill Bill 2. |
| Legjobb filmzene | Legjobb jelmez |
| - Alan Silvestri - Van Helsing - Polar Expressz - Danny Elfman – Pókember 2. - Michael Giacchino – A Hihetetlen család - Edward Shearmur – Sky kapitány és a holnap világa - John Williams – Harry Potter és az azkabani fogoly | - Kevin Conran – Sky kapitány és a holnap világa - Alexandra Byrne – Az operaház fantomja - Wendy Partridge – Pokolfajzat - Gabriella Pescucci, Carlo Poggioli – Van Helsing - Jany Temime – Harry Potter és az azkabani fogoly - Emi Wada – A repülő tőrök klánja |
| Legjobb smink | Legjobb különleges effektek |
| - Jake Garber, Matt Rose, Mike Elizalde – Pokolfajzat - David LeRoy Anderson, Mario Cacioppo – Holtak hajnala - Greg Cannom, Steve LaPorte – Van Helsing - Nick Dudman, Amanda Knight – Harry Potter és az azkabani fogoly - Paul Jones – A Kaptár 2. – Apokalipszis - Valli O'Reilly, Bill Corso – Lemony Snicket: A balszerencse áradása | - John Dykstra, Scott Stokdyk, Anthony LaMolinara, John Frazier – Pókember 2. - Peter Chiang, Pablo Helman, Thomas J. Smith – A sötétség krónikája - Karen E. Goulekas, Neil Corbould, Greg Strause, Remo Balcells – Holnapután - Roger Guyett, Tim Burke, Bill George, John Richardson – Harry Potter és az azkabani fogoly - John Nelson, Andrew R. Jones, Erik Nash, Joe Letteri – Én, a robot - Scott Squires, Ben Snow, Daniel Jeannette, Syd Dutton – Van Helsing |

### Televízió

#### Műsorok
| Legjobb televíziós sorozat | Legjobb kábeltelevíziós sorozat |
| --- | --- |
| - Lost – Eltűntek (ABC) - Alias (ABC) - Angel (The WB) - CSI: A helyszínelők (CBS) - Smallville (The WB) - Star Trek: Enterprise (UPN)                                                                    | - Csillagkapu (SyFy) - Haláli hullák (Showtime) - Holtsáv (USA Network) - 4400 (USA Network) - Kés/Alatt (FX) - Csillagkapu: Atlantisz (SyFy) |
| Legjobb televíziós műsor | |
| - Csillagközi szökevények: Harc a békéért (SyFy) - A gyűrű titka (CBS) - 5 nap az élet (SyFy) - Földtenger kalandorai (SyFy) - Titkok könyvtára – A Szent Lándzsa küldetés (TNT) - Borzalmak városa (TNT) | |

#### Színészek
| Legjobb televíziós színész | Legjobb televíziós színésznő |
| --- | --- |
| - Ben Browder – Csillagközi szökevények: Harc a békéért (SyFy) (John Crichton) - Richard Dean Anderson – Csillagkapu (SyFy) (Jack O’Neill) - Matthew Fox – Lost – Eltűntek (ABC) (Jack Shephard) - Julian McMahon – Kés/Alatt (FX) (Christian Troy) - Tom Welling – Smallville (The WB) (Clark Kent) - Noah Wyle – Titkok könyvtára – A Szent Lándzsa küldetés (TNT) (Flynn CarsenÖ | - Claudia Black – Csillagközi szökevények: Harc a békéért (SyFy) (Aeryn Sun) - Kristen Bell – Veronica Mars (UPN) (Veronica Mars) - Jennifer Garner – Alias (ABC) (Sydney Bristow) - Anne Heche – A gyűrű titka (CBS) (Emily Parker) - Evangeline Lilly – Lost – Eltűntek (ABC) (Kate Austen) - Amber Tamblyn – Isteni sugallat (CBS) (Joan Girardi)                              |
| Legjobb televíziós férfi mellékszereplő | Legjobb televíziós női mellékszereplő |
| - Terry O’Quinn – Lost – Eltűntek (ABC) (John Locke - Kyle MacLachlan – Titkok könyvtára – A Szent Lándzsa küldetés (TNT) (Edward Wilde) - James Marsters – Angel (The WB) (Spike) - Dominic Monaghan – Lost – Eltűntek (ABC) (Charlie Pace) - Michael Rosenbaum – Smallville (The WB) (Lex Luthor) - Michael Shanks – Csillagkapu (SyFy) (Daniel Jackson)                          | - Amanda Tapping – Csillagkapu (SyFy) (Samantha Carter) - Amy Acker – Angel (The WB) (Winifred Burkle, Illyria) - Erica Durance – Smallville (The WB) (Lois Lane) - Torri Higginson – Csillagkapu: Atlantisz (SyFy) (Elizabeth Weir) - Samantha Mathis – Borzalmak városa (TNT) (Elizabeth Weir) - Sonya Walger –Titkok könyvtára – A Szent Lándzsa küldetés (TNT) (Nicole Noone) |

### DVD
| Legjobb DVD | Legjobb speciális kiadású DVD |
| --- | --- |
| - Csillagközi invázió 2. – A szövetség hőse - Bionicle 2. – Metru Nui legendája - A harag - Az oroszlánkirály 3. – Hakuna Matata - Cadavra elveszett csontváza - Ripley és a maffiózók | - A Gyűrűk Ura: A király visszatér – The Extended Edition - A sötétség krónikája – The Unrated Director's Cut - Pokolfajzat – The Director's Cut - Artúr király – The Extended Unrated Edition - Shrek 2. - Special Edition - Pókember 2. – Special Edition |
| Legjobb klasszikus film DVD | Legjobb DVD gyűjtemény |
| - Holtak hajnalaA - Aladdin - Vámpírok bálja - Párbaj - Szörnyszülöttek - THX-1138 | - A Star Wars-trilógia - Abbott és Costello legjobbjai vol. 1 – 3 - The Marx Brothers Silver Collection - The Monster Legacy Collections - The Tarzan Collection - The Ultimate Matrix Collection                                                           |
| Legjobb televíziós műsor DVD | Legjobb retro televíziós műsor DVD |
| - Smallville – 2-3. évad - Buffy, a vámpírok réme – 2-3. évad - Csillagközi szökevények – 4. évad - A Simpson család – 4-5. évad - Star Trek: Voyager – 1–7. évad - Az idő rabjai      | - Star Trek – A teljes sorozat - Jonny Quest – A teljes sorozat - Land of the Lost – 1-2. évad - Elveszve az űrben – 1-2. évad - My Favorite Martian – 1. évad - Night Gallery – 1. évad                                                                    |

### Különdíj
- Special Recognition Award: A Star Trek 1987 és 2005 között (Star Trek: Az új nemzedék, Star Trek: Deep Space Nine, Star Trek: Voyager, Star Trek: Enterprise)
- Életműdíj: Stephen J. Cannell, Tom Rothman
- Filmmaker's Showcase Award: Kerry Conran
- Service Award: Bill Liebowitz (posztumusz)

## Fordítás
- Ez a szócikk részben vagy egészben  a(z)   31st Saturn Awards című angol Wikipédia-szócikk fordításán alapul.  Az eredeti cikk szerkesztőit annak laptörténete sorolja fel. Ez a jelzés csupán a megfogalmazás eredetét és a szerzői jogokat jelzi, nem szolgál a cikkben szereplő információk forrásmegjelöléseként.